# Karjala Tournament 2009

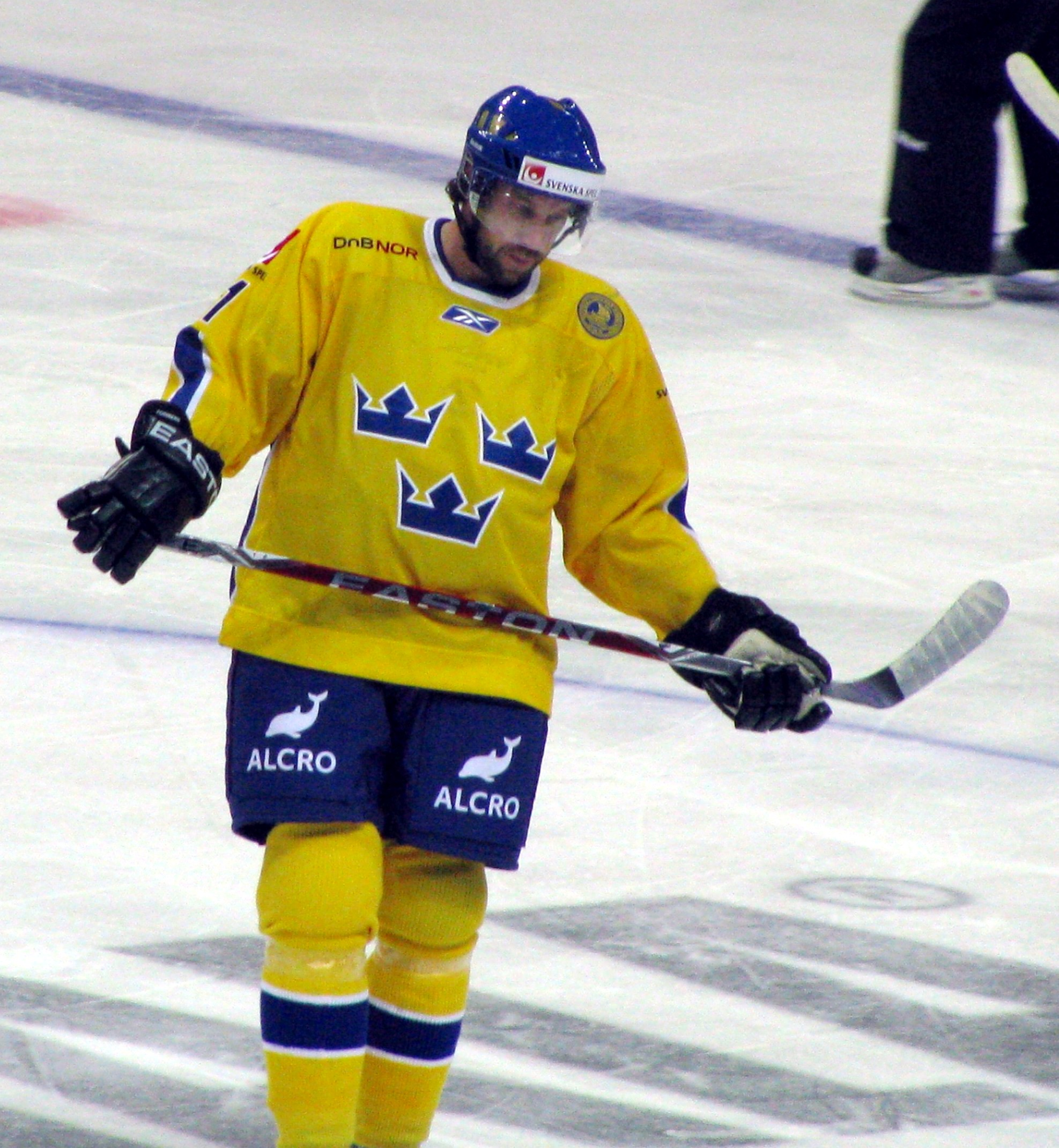
Peter Forsberg representerar Sverige i 2009 års turnering.

Karjala Tournament 2009 spelades under perioden 5-8 november 2009. Turneringen ingår i Euro Hockey Tour. Sverige inledde turneringen med en match på svensk mark mot Tjeckien i Jönköping och Kinnarps Arena. Övriga matcher avgjordes i Hartwall Areena, Helsingfors, Finland.
Ryssland vann turneringen för fjärde året i rad, före Finland och Sverige.

## Slutresultat
| Lag      | S | V | ÖV | ÖF | F | GM | IM | MS | P |
| -------- | - | - | -- | -- | - | -- | -- | -- | - |
| Ryssland | 3 | 1 | 2  | 0  | 0 | 12 | 7  | +5 | 7 |
| Finland  | 3 | 2 | 0  | 1  | 0 | 12 | 5  | +7 | 7 |
| Sverige  | 3 | 1 | 0  | 0  | 2 | 5  | 14 | −9 | 3 |
| Tjeckien | 3 | 0 | 0  | 1  | 2 | 7  | 10 | −3 | 1 |

## Resultat
Alla tider som anges är lokala.
| 5 november 2009 19:30 (CET) | Sverige | 4 – 3 ( 1−1, 3−0, 0−2 ) | Tjeckien | Kinnarps Arena, Jönköping, Sverige |

|  |                                                                                       |  |                                                             | Åskådare: 5 403                           |                                           |
|  | Nordgren (EQ) (11:13) Nilson (PP1) (25:35) Weinhandl (EQ) (28:06) Widing (EQ) (28:59) |  | (04:14) (EQ) Bednar (41:24) (EQ) Bednar (56:29) (EQ) Kvapil | Domare: Vyacheslav Bulanov Rafael Kadyrov | Domare: Vyacheslav Bulanov Rafael Kadyrov |

| 5 november 2009 18:30 (EET) | Ryssland | 4 – 3 Str ( 0−3, 1−0, 2−0, 0−0, 1−0 ) | Finland | Hartwall Areena, Helsingfors, Finland |

|  |                                                                                |  |                                                                 | Åskådare: 10 440                           |                                            |
|  | Saprykin (PP2) (26:26) Zaripov (SH1) (43:46) Morozov (EQ) (58:50) Morozov (GG) |  | (02:29) (EQ) Anttila (05:01) (EQ) Immonen (07:52) (PP1) Immonen | Domare: Christer Lärking Marcus Vinnerborg | Domare: Christer Lärking Marcus Vinnerborg |

| 7 november 2009 13:00 (EET) | Sverige | 1 – 4 ( 1−2, 0−0, 0−2 ) | Ryssland | Hartwall Areena, Helsingfors, Finland |

|  |                        |  |                                                                                         | Åskådare: 6 723                 |                                 |
|  | Thörnberg (EQ) (07:24) |  | (05:04) (EQ) Zinoviev (11:37) (EQ) Zaripov (41:44) (EQ) Zinoviev (44:32) (SH1) Mozyakin | Domare: Sami Partanen Jyri Rönn | Domare: Sami Partanen Jyri Rönn |

| 7 november 2009 16:30 (EET) | Finland | 2 – 1 ( 1−1, 0−0, 1−0 ) | Tjeckien | Hartwall Areena, Helsingfors, Finland |

|  |                                               |  |                     | Åskådare: 11 562                           |                                            |
|  | Mäenpää (EQ) (08:46) Salmelainen (EQ) (44:38) |  | (00:57) (EQ) Bednar | Domare: Christer Lärking Marcus Vinnerborg | Domare: Christer Lärking Marcus Vinnerborg |

| 8 november 2009 13:00 (EET) | Tjeckien | 3 – 4 SD ( 2−0, 0−2, 1−1, 0−1 ) | Ryssland | Hartwall Areena, Helsingfors, Finland |

|  |                                                             |  |                                                                                         | Åskådare: 4 201 |  |
|  | Bulis (EQ) (05:34) Brendl (EQ) (08:03) Bendar (PP1) (55:37) |  | (25:45) (EQ) Saprykin (33:59) (EQ) Mozyakin (47:02) (PP1) Zaripov (62:17) (PP1) Morozov |                 |  |

| 8 november 2009 16:30 (EET) | Finland | 7 – 0 ( 2−0, 5−0, 0−0 ) | Sverige | Hartwall Areena, Helsingfors, Finland |

|  | |  |  | Åskådare: 10 901 |
|  | Immonen (EQ) (05:07) Voutilainen (PP1) (07:41) Peltonen (SH1) (26:08) Niskala (PP2) (34:17) Pihlström (EQ) (36:26) Peltonen (PP1) (37:29) Immonen (PP1) (39:41) |  |  |                  |

## Utmärkelser

### Bästa spelare
Turneringens arrangörer röstade fram följande spelare:
- Bäste målvakt:  Petri Vehanen
- Bäste försvarsspelare:  Lasse Kukkonen
- Bäste anfallsspelare:  Aleksej Morozov

### Medias all star-lag
- Petri Vehanen, målvakt
- Vitalij Prosjkin, försvarsspelare
- Mikko Mäenpää, försvarsspelare
- Danis Zaripov, anfallsspelare
- Jarkko Immonen, anfallsspelare
- Aleksej Morozov, anfallsspelare